# Demoliendo teles
Demoliendo teles fue un programa de archivo conducido por Luis Rubio (el creador e intérprete del exfutbolista ficticio Éber Ludueña), Aristides Valdespino y Diego Reinhold. Fue emitido por Canal 13 desde el 26 de junio de 2010 hasta el 16 de septiembre de 2012.  El programa era sucesor de De lo nuestro lo peor... y lo mejor y Plan TV.

## Historia
Fue el sucesor de TVR que por problemas con el Canal pasó a Canal 9. El programa debutó el 26 de junio de 2010 con un promedio de 12.4 puntos, que en las emisiones posteriores fue disminuyendo. Con el estreno de "Sábado Show", el programa de archivos se mudó a las 23:00, compitiendo con el programa de archivos de Telefe "Zapping". Entre diciembre y enero del 2010/2011, Canal 13 trasladó el programa a los martes. Con el regreso de Marcelo Tinelli, "Demoliendo" se trasladó nuevamente, esta vez a los domingos a las 20:00. Luego se mudó una vez más a los sábados a las 13:00, en reemplazo de "Plan TV". 
El 14 de enero de 2012, el programa inició su tercera temporada. Rubio permaneció en la conducción, pero Reinhold fue reemplazado por Belén Francese.